# Scott Chambers
Scott Chambers (* in Colchester), besser bekannt als Scott Jeffrey, ist ein britischer Schauspieler und Filmproduzent.

## Leben und Karriere
Chambers wurde in Colchester geboren. Bekanntheit erlangte er durch seine Hauptrolle als im Film Chicken. 2023 prodzuerte er zusammen mit Rhys Frake-Waterfield den Slasher-Film Winnie the Pooh: Blood and Honey. Im zweiten Teil übernahm Chambers selbst die Hauptrolle des Christopher Robin und ersetzte damit den Schauspieler Nikolai Leon aus dem ersten Film. Als Drehbuchautor und Regisseur arbeitete er zudem an dem Film Peter Pan’s Neverland Nightmare.
Chmaber lebt offen schwul.

## Filmografie (Auswahl)
- 2015: Chicken
- 2018: Ein Mops zum Verlieben (Patrick)
- 2023: Megalodon: The Frenzy
- 2023: Winnie the Pooh: Blood and Honey
- 2024: Winnie the Pooh: Blood and Honey 2
- 2025: Peter Pan’s Neverland Nightmare
- 2025: Bambi: Die Abrechnung (Bambi: The Reckoning)